# INNOVATION WORLD ERA
『INNOVATION WORLD ERA』（イノベーション・ワールド・エラ）は、2020年4月5日からJ-WAVEで放送されているラジオ番組。

## 概要
4人のクリエイターたちが週替わりでナビゲーターを務めている番組で、毎週日曜 23:00 - 23:54（日本標準時）に放送。放送開始から1年後に凸版印刷 → TOPPANがスポンサーに付いたことにより、2021年4月4日からは『TOPPAN INNOVATION WORLD ERA』（トッパン・イノベーション・ワールド・エラ）と題して放送されている。
本番組は、毎週金曜に放送されている『INNOVATION WORLD』の関連番組としてスタートした。各方面から起業家たちをゲストに迎えてのトークを繰り広げるという点では『INNOVATION WORLD』と同じであるものの、音楽エンターテインメントが主体のワイド番組で幅広いリスナー層の取り込みを図っている同番組とは方向性が異なっており、こちらはターゲットをある程度絞った内容になっている。
J-WAVEのポッドキャストサービス『SPINEAR』では、ラジオ放送では一部カットされる本番組のトークセッションがノーカットで配信される。これは、ラジオ放送から内容を切り出す旧来のポッドキャストと違い、本番組ははじめからポッドキャストを念頭に置いた内容で制作されているためである。

## ナビゲーター
- 第1日曜：真鍋大度
- 第2日曜：後藤正文
- 第3日曜：のん
- 第4日曜：小橋賢児
- 第5日曜：クリエイター・起業家・研究者などがスペシャルゲストナビゲーターとして出演[5]